# 謝氏杜父魚
謝氏杜父魚，為輻鰭魚綱鮋形目杜父魚亞目杜父魚科的其中一種。分布於亞洲日本、朝鮮半島及俄羅斯遠東地區的河川，為底棲性魚類，生活於水深0至15公尺，體長可達19.5公分。

## 擴展閱讀
維基物種上的相關：謝氏杜父魚